# Mladějovice
Mladějovice (en allemand : Bladowitz) est une commune du district et de la région d'Olomouc, en République tchèque. Sa population s'élevait à 722 habitants en 2023.

## Géographie
Mladějovice se trouve à 7 km au nord-ouest de Šternberk, à 18 km au nord d'Olomouc, à 76 km à l'ouest d'Ostrava et à 205 km à l'est-sud-est de Prague.
La commune est limitée par Paseka au nord, par Komárov, Řídeč et Šternberk à l'est, par Babice au sud-est, par Hnojice au sud et au sud-ouest, et par Újezd à l'ouest.

## Histoire
La première mention écrite de la localité date de 1141.

## Galerie

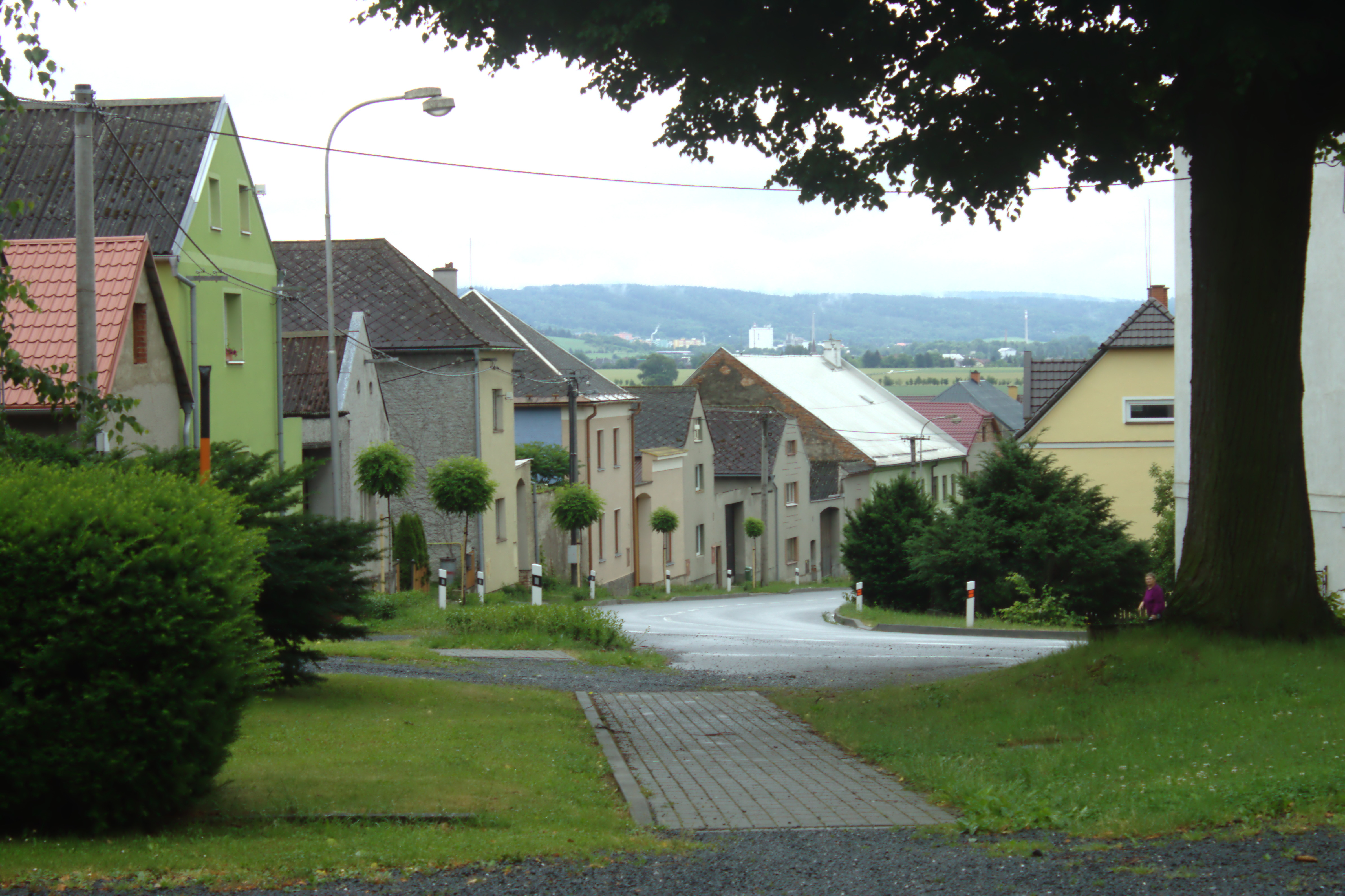
Maisons à Mladějovice.
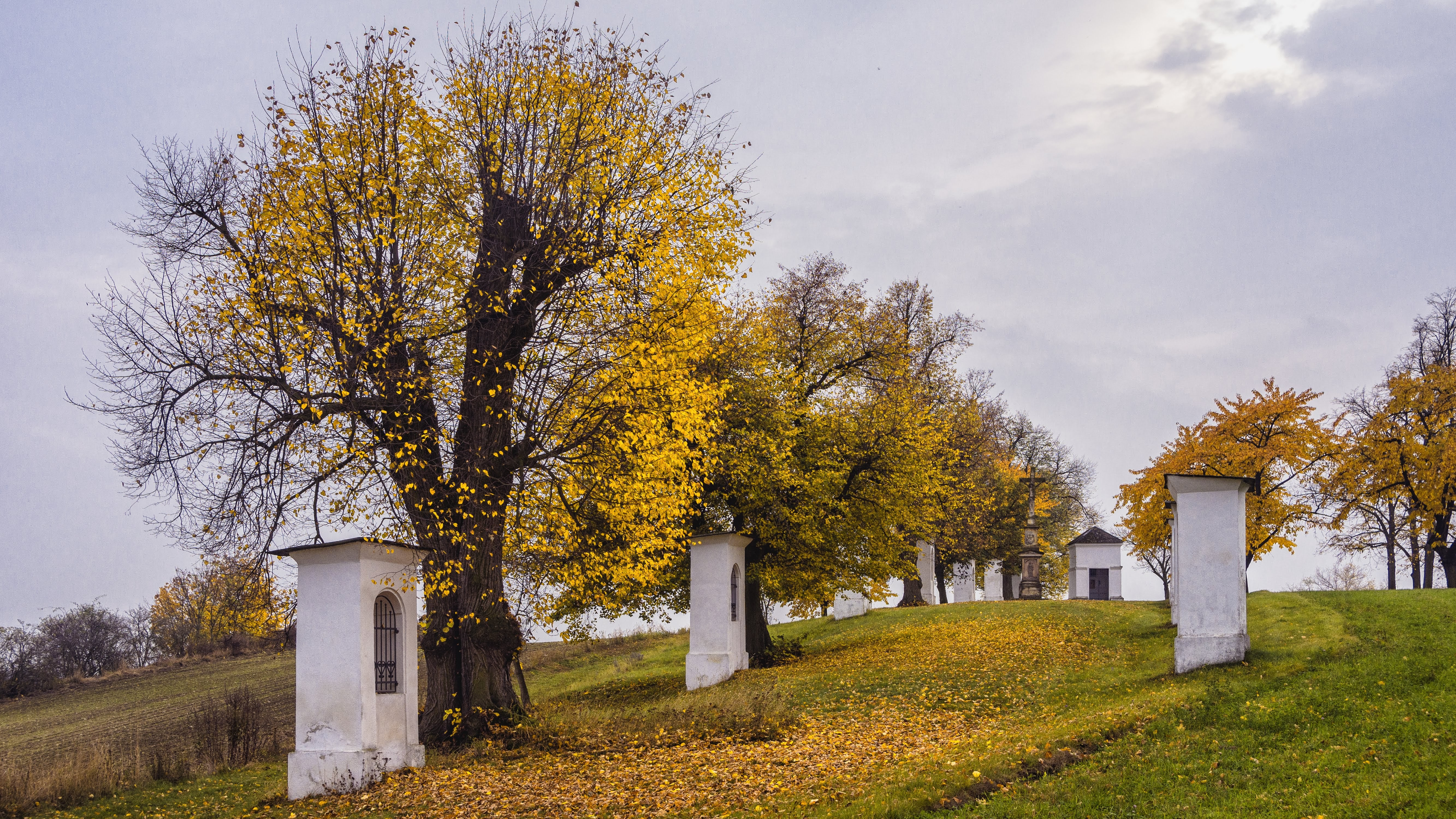
Chemin de croix.

## Transports
Par la route, Mladějovice se trouve à 6,6 km de Šternberk, à 21 km d'Olomouc et à 237 km de Prague.